# Southland Sharks
I Southland Sharks sono una società cestistica avente sede a Invercargill, in Nuova Zelanda. Fondati nel 2009, giocano nella National Basketball League.
Disputano le partite interne nello Stadium Southland, che ha una capacità di 4.500 spettatori.

## Palmarès
- National Basketball League: 2

2013, 2015